# Diocesi di Mozotcori
La diocesi di Mozotcori (in latino Dioecesis Mozotcoritana) è una sede soppressa e sede titolare della Chiesa cattolica.

## Storia
Mozotcori, nell'odierna Tunisia, è un'antica sede episcopale della provincia romana di Bizacena.
Unico vescovo conosciuto di questa diocesi africana è Fortunato, il cui nome figura al 91º posto nella lista dei vescovi della Bizacena convocati a Cartagine dal re vandalo Unerico nel 484; Fortunato, come tutti gli altri vescovi cattolici africani, fu condannato all'esilio.
Dal 1933 Mozotcori è annoverata tra le sedi vescovili titolari della Chiesa cattolica; dal 28 novembre 2020 il vescovo titolare è Stephanus Han Jung Hyun, vescovo ausiliare di Daejeon.

## Cronotassi

### Vescovi
- Fortunato † (menzionato nel 484)

### Vescovi titolari
- Jacob Bastiampillai Deogupillai † (9 febbraio 1967 - 18 dicembre 1972 nominato vescovo di Jaffna)
- José Alberto Llaguno Farias, S.I. † (28 febbraio 1975 - 26 febbraio 1992 deceduto)
- José de la Trinidad Valera Angulo (15 febbraio 1997 - 18 ottobre 2001 nominato vescovo di La Guaira)
- Gilberto Gómez González (22 dicembre 2001 - 20 giugno 2009 nominato vescovo di Abancay)
- Eusebius Alfred Nzigilwa (28 gennaio 2010 - 13 maggio 2020 nominato vescovo di Mpanda)
- Stephanus Han Jung Hyun, dal 28 novembre 2020